# All-Star Game de la NBA 1976
El 26º All-Star Game de la NBA de la historia se disputó el día 3 de febrero de 1976 en el The Spectrum de la ciudad de Filadelfia, Pensilvania por segunda vez, después del de 1970. El equipo de la Conferencia Este estuvo dirigido por Tom Heinsohn, entrenador de Boston Celtics y el de la Conferencia Oeste por Al Attles, de Golden State Warriors. La victoria correspondió al equipo del Este, por 123-109, siendo elegido MVP del All-Star Game de la NBA el base de los Washington Bullets Dave Bing, que consiguió 16 puntos y 4 asistencias, y dirigió a la perfección a su equipo hacia la victoria, ya en el ocaso de su carrera deportiva. En su mismo equipo destacó también el pívot de los Celtics Dave Cowens, que anotó 16 puntos a los que añadió 16 rebotes, y el máximo anotador del Este, Bob McAdoo, que anotó 22 puntos. Por parte del Oeste el máximo anotador fue el pívot de los Lakers Kareem Abdul-Jabbar, con 22 puntos y 15 rebotes, bien secundado por Rick Barry, que consiguió 17.
Fue el último All-Star de dos veteranos que años más tarde pasarían a ser miembros del Basketball Hall of Fame, el propio Dave Bing y Walt Frazier. Además, se dio la circunstancia de que hasta 11 jugadores hicieron su debut en un partido de las estrellas.

## Estadísticas

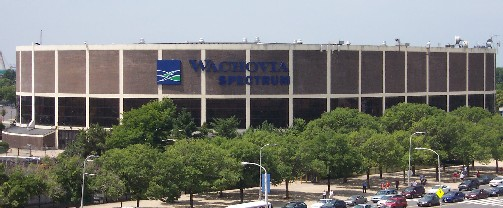
The Spectrum, sede del All-Star de 1976.

### Conferencia Oeste
| CONFERENCIA OESTE                |     |     |     |     |     |     |     |     |
| Jugador, Equipo                  | MIN | TCA | TCI | TLA | TLI | REB | AST | PTS |
| Rick Barry, Golden State         | 28  | 6   | 15  | 5   | 5   | 4   | 2   | 17  |
| Bob Dandridge, Milwaukee         | 27  | 5   | 10  | 0   | 0   | 6   | 0   | 10  |
| Kareem Abdul-Jabbar, Los Angeles | 36  | 9   | 16  | 4   | 4   | 15  | 3   | 22  |
| Nate Archibald, Kansas City      | 30  | 5   | 13  | 3   | 3   | 5   | 7   | 13  |
| Brian Winters, Milwaukee         | 16  | 1   | 5   | 0   | 0   | 2   | 1   | 2   |
| Alvan Adams, Phoenix             | 11  | 2   | 4   | 0   | 0   | 3   | 0   | 4   |
| Jamaal Wilkes, Golden State      | 14  | 3   | 9   | 2   | 2   | 4   | 2   | 8   |
| Curtis Rowe, Detroit             | 8   | 0   | 2   | 1   | 2   | 2   | 0   | 1   |
| Scott Wedman, Kansas City        | 20  | 4   | 5   | 0   | 0   | 6   | 2   | 8   |
| Norm Van Lier, Chicago           | 14  | 1   | 4   | 1   | 2   | 1   | 0   | 3   |
| Fred Brown, Seattle              | 24  | 7   | 13  | 0   | 0   | 0   | 1   | 14  |
| Phil Smith, Golden State         | 12  | 3   | 7   | 1   | 4   | 1   | 0   | 7   |
| Totales                          | 240 | 46  | 103 | 17  | 22  | 49  | 18  | 109 |

MIN: Minutos. TCA: Tiros de campo anotados. TCI: Tiros de campo intentados. TLA: Tiros libres anotados. TLI: Tiros libres intentados. REB: Rebotes. AST: Asistencias. PTS: Puntos

### Conferencia Este
| CONFERENCIA ESTE                    |     |     |     |     |     |     |     |     |
| Jugador, Equipo                     | MIN | TCA | TCI | TLA | TLI | REB | AST | PTS |
| John Havlicek, Boston Celtics       | 21  | 3   | 10  | 3   | 3   | 2   | 2   | 9   |
| Elvin Hayes, Washington Bullets     | 31  | 6   | 14  | 0   | 2   | 10  | 1   | 12  |
| Bob McAdoo, Buffalo Braves          | 29  | 10  | 14  | 2   | 4   | 7   | 1   | 22  |
| Walt Frazier, New York Knicks       | 19  | 2   | 7   | 4   | 4   | 2   | 3   | 8   |
| Dave Bing, Washington Bullets       | 26  | 7   | 11  | 2   | 2   | 3   | 4   | 16  |
| Dave Cowens, Boston Celtics         | 23  | 6   | 13  | 4   | 5   | 16  | 1   | 16  |
| George McGinnis, Philadelphia 76ers | 19  | 4   | 9   | 2   | 4   | 7   | 2   | 10  |
| Rudy Tomjanovich, Houston Rockets   | 12  | 1   | 2   | 0   | 0   | 3   | 0   | 2   |
| John Drew, Atlanta Hawks            | 9   | 1   | 3   | 0   | 0   | 3   | 0   | 2   |
| Jo Jo White, Boston Celtics         | 16  | 3   | 7   | 0   | 0   | 1   | 1   | 6   |
| Doug Collins, Philadelphia 76ers    | 20  | 5   | 10  | 2   | 2   | 6   | 3   | 12  |
| Randy Smith, Buffalo                | 15  | 4   | 7   | 0   | 0   | 1   | 3   | 8   |
| Totales                             | 240 | 52  | 107 | 19  | 26  | 61  | 21  | 123 |

MIN: Minutos. TCA: Tiros de campo anotados. TCI: Tiros de campo intentados. TLA: Tiros libres anotados. TLI: Tiros libres intentados. REB: Rebotes. AST: Asistencias. PTS: Puntos